# Varanus palawanensis
Espèce
Statut CITES
Varanus palawanensis est une espèce de sauriens de la famille des Varanidae.

## Répartition
Cette espèce est endémique des Philippines. Elle se rencontre sur l'île de Palawan, sur l'île de Balabac, dans les îles Calamian et dans les îles Sibutu dans l'archipel de Sulu.

## Étymologie
Son nom d'espèce, composé de palawan et du suffixe latin -ensis, « qui vit dans, qui habite », lui a été donné en référence au lieu de sa découverte, l'île de Palawan.

## Publication originale
- Koch, Gaulke & Böhme, 2010 : Unravelling the underestimated diversity of Philippine water monitor lizards (Squamata: Varanus salvator complex), with the description of two new species and a new subspecies. Zootaxa, no 2446, p. 1–54.